# Bol'šemuraškinskij rajon
Il Bol'šemuraškinskij rajon (in russo Большемурашкинский район?) è un rajon dell'Oblast' di Nižnij Novgorod, nella Russia europea; il capoluogo è Bol'šoe Muraškino.